# Samelandsbroen
69°54′38″N 027°01′53″Ø / 69.91056°N 27.03139°Ø
Samelandsbroen er en skråstagsbro som krydser floden Tanaelv mellem Roavvegieddi i Tana i Norge og Utsjoki i Finland. Broen er 316 meter lang, og hovedspændet er 155 meter. Broen har i alt fire spænd. Den blev åbnet i 1993 og er en del af E75.
- Wikimedia Commons har flere filer relateret til Samelandsbroen